# Мездра (нос)
Вижте пояснителната страница за други значения на Мездра.
Носът Мездра (на английски: Mezdra Point) е морски нос на северозападния бряг на остров Сноу, в западния край на малкия свободен от лед полуостров с правоъгълна форма край нос Тимблон. Координатите му са: 62°42′46″ ю. ш. 61°21′14″ з. д. / 62.712778° ю. ш. 61.353889° з. д..
Разположен е 1,46 км югозападно от нос Тимблон, 1,94 км североизточно от нос Ирник и 9,06 км на изток-североизток от нос Байуотър. Прилежаща към нос Мездра и нос Тимблон свободна от лед площ - 252 ха. Районът е посещаван от ловци на тюлени през 19 век.
Наименуван е на град Мездра, област Враца в Северозападна България. Името е официално дадено на 15 декември 2006 г.
Британско картографиране от 1968 г., българско – от 2005 г. и 2009 г.

## Карти
- Л. Иванов. Антарктика: Остров Ливингстън и острови Гринуич, Робърт, Сноу и Смит. Топографска карта в мащаб 1:120000. Троян: Фондация Манфред Вьорнер, 2009. ISBN 978-954-92032-4-0